# Bulldogs de la Géorgie (football américain)
Pour le club omnisports, voir Bulldogs de la Géorgie.
Stade
Maillots
Champion 1920, 1927, 1942, 1946, 1968, 1980, 2021, 2022
Saison en cours
L'équipe de football américain des Bulldogs de la Géorgie représente l'université de Géorgie située à Athens en Géorgie au sein de la Southeastern Conférence dans la NCAA Division I Football Bowl Subdivision (FBS).
L'équipe évolue au Sanford Stadium d'une capacité de 92 476 places et situé sur le campus.
Elle a remporté officiellement quatre titres nationaux de la NCAA (1942, 1980, 2021 et 2022). Quatre autres titres ne lui ont été attribués que par des agences de cotation mineures pour les saisons 1920, 1927, 1946 et 1968. Les Bulldogs ont également remporté 16 titres de conférence dont 14 en SEC et a participé à 61 bowls.
Le programme a produit deux vainqueurs du Trophée Heisman et cinq de ses joueurs ont été sélectionnés en premier choix lors de drafts de la NFL.

## Histoire
En 1980, ils remportent le titre de champion national grâce à une saison parfaite (12 victoires-0 défaite) après avoir été remporté le titre de champion de la SEC. L'équipe, qui était entraînée par Vince Dooley (en), était emmenée par le quarterback Benjamin Franklin "Buck" Belue (en) et le running back Herschel Walker.
Après avoir remporté le titre 33 à 18 contre Alabama en 2021, les Bulldogs remportent la finale 2022 jouée contre TCU sur le score de 65 à 7 et terminent la saison invaincus (15-0). Georgia devient la première équipe à remporter le titre deux saisons de suite depuis l'instauration du College Football Playoff. Le score final du match est le plus déséquilibrée jamais enregistré pour une finale du College Football Playoff et il présente la plus grande marge de victoire jamais enregistrée de toute l'histoire de la NCAA Div I FBS pour un titre national et pour un bowl universitaire. Quant au quarterback des Bulldogs, Stetson Bennett IV (en), il égale le record du nombre de touchdowns inscrits dans lequel un quarterback est impliqué (passe + course) lors d'une finale nationale (BCS ou CFP), ce record ayant été établi par le quarterback de LSU, Joe Burrow, lors du College Football Championship Game 2020.
C'est le Sanford Stadium, inauguré le 12 octobre ayant une capacité de 92 746 places, qui accueille les matchs des Bulldogs de la Géorgie. L'équipe a pour mascotte un chien de race bulldog dénommé Uga (actuellement Uga IX). Cette mascotte portait auparavant le surnom de Russ.

### Origine du surnom
La première fois qu'il est fait usage du surnom de « Bulldog » date du 28 novembre 1901 à l'occasion du match de football américain disputé à Atlanta contre les Tigers d'Auburn. Les fans de Georgia portaient un badge avec la mention « Mangez-les Georgia (Eat'm Georgia) » avec la photo d'un bulldog déchirant un morceau de tissu. Cependant, ce n'est qu'en 1920 que le surnom de « Bulldog » a été utilisé pour dénommer les équipes sportives de l'Université de Géorgie. Traditionnellement, le choix d'un Bulldog comme mascotte de l'université est attribué à Abraham Baldwin, premier président et fondateur de l'université de la Géorgie, ancien diplômé de l'Université Yale. Avant cette époque, les équipes de Géorgie étaient généralement connues sous le surnom de « Rouge et Noir ».

Le 3 novembre 1920, Morgan Blake (en) journaliste à l'Atlanta Journal écrit un article sur les surnoms utilisés dans les universités. Il propose à cette occasion : 
« The Georgia Bulldogs would sound good because there is a certain dignity about a bulldog, as well as ferocity. »
— Morgan Blake, 

« Les « Georgia Bulldogs », ca sonneraient bien parce qu'il y a une certaine dignité chez un bulldog, ainsi que de la férocité. »
— 
Le 6 novembre 1920, après le nul (0-0) contre les Cavalers de la Virginie à Charlottesville, le journaliste sportif Cliff Wheatley de l'Atlanta Constitution utilise à cinq reprises le surnom « Bulldogs » dans son article. Depuis lors, ce surnom a toujours été utilisé pour décrire les équipes sportives de Georgia.

### Couleurs
Les couleurs originelles de Georgia incluaient le vieil or (« Old Gold »). La rivalité avec l'université de Georgia Tech était assez intense et une escarmouche à propos de cette couleurs a éclaté vers 1891, le vieil or étant également une des couleurs des Yellow Jackets. Les étudiants et anciens élèves de Georgia ont déclaré que le jaune était une couleur impropre aux Bulldogs de la Géorgie, la considérant comme une couleur de lâches. Après le match de football américain de 1893 contre Georgia Tech, le président de l'Université de Géorgie, Charles Herty, décide de supprimer officiellement le vieil or. C'est ainsi que le rouge crimson"" (également appelé « Good Old Georgia Red ») et le noir deviennent ainsi les couleurs officielles des Bulldogs.
La décision d'inclure le rouge crimson est également considérée comme un hommage à l'État de Géorgie et un rappel du statut phare de l'université. La kaolinite, communément appelée « argile rouge de Géorgie », se trouve couramment dans tout l'État. Cette couleur rouge caractéristique des sols de Géorgie est principalement due aux oxydes de fer.

## Descriptif du programme en début de saison 2024
- Couleurs :   (rouge crimson et noir)[8]

- Surnom : Bulldogs

- Dirigeants :
  - Directeur sportif : Josh Brooks

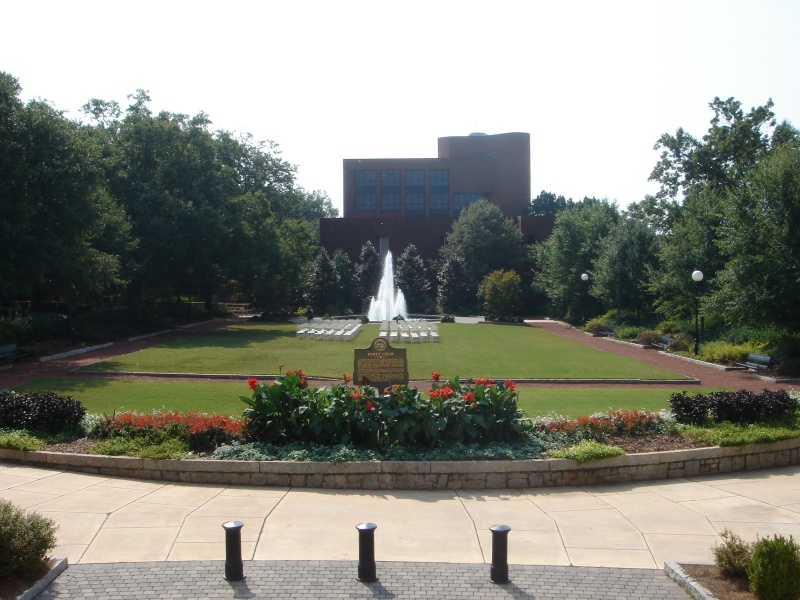
Le Herty Field, stade initial des Bulldogs (1892-1911).

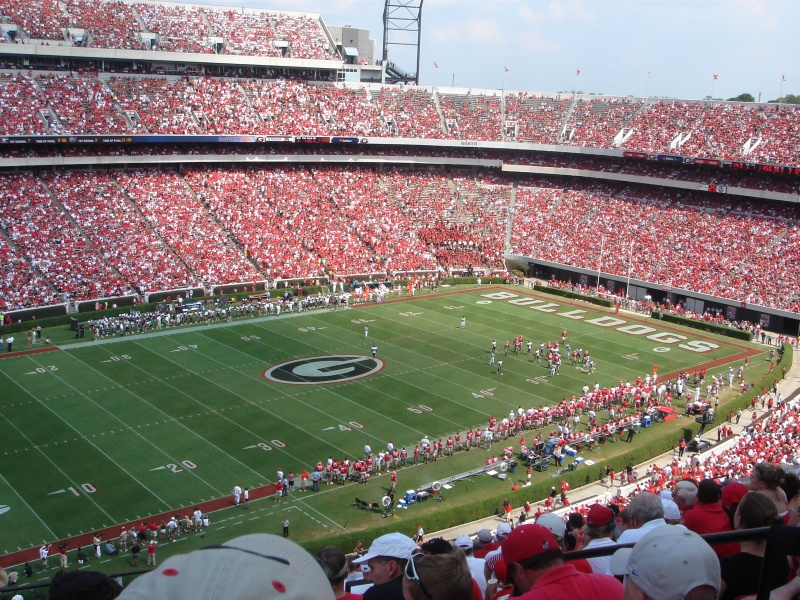
Le Sanford Stadium (1928-présent) pendant un match.

  - Entraîneur principal : Kirby Smart, 10e saison, 105-19-0 (84,7%)

- Stade
  - Nom : Sanford Stadium
  - Capacité : 92 746
  - Surface de jeu : pelouse naturelle
  - Lieu : Athens, Géorgie
  - Ancien stade : Herty Field (1892-1911)

- Conférence :
  - Actuelle : Southeastern Conference
  - Anciennes : Southern Conference (1921–1932)

- Division :
  - Ancienne : Division Est (Eastern Division) de la SEC (1990-2023)

- Internet :
  - URL : http://www.georgiadogs.com

- Bilan des matchs (1892-2024) : 
  - Victoires : 892 (66,7 %)
  - Défaites : 432
  - Nuls : 54

- Bilan des Bowls : 63 Bowls
  - Victoires : 38 (62,7 %)
  - Défaites : 22
  - Nuls : 3

- College Football Playoff :Logo représentant Uga la mascotte.

Logo représentant Uga la mascotte.

  - Apparitions : 4 (2017, 2021, 2022, 2024)
  - Bilan :  5 victoires, 2 défaites
  - Apparitions au College Football Championship Game : 3 pour un bilan de 2 victoires (en 2022 contre Alabama (33-18) en 2023 contre TCU (65-7)) et 1 défaite (en 2018 contre Alabama (26-23))

- - Titres nationaux non réclamés : 4 (1920, 1927, 1946, 1968)
  - Titres nationaux reconnus NCAA : 4 (1942, 1980, 2021, 2022)
  - Titres de la conférence : 17 (Southern Conference: 2 : 1896, 1920 - SEC 14 : 1942, 1946, 1948, 1959, 1966, 1968, 1976, 1980, 1981, 1982, 2002, 2005, 2017, 2022, 2024)
  - Titres de la division est de la SEC : 13 (1992, 2002, 2003, 2005, 2007, 2011, 2012, 2017, 2018, 2019, 2021, 2022, 2023)

- Joueurs :
  - Vainqueurs du Trophée Heisman : 2 (Frank Sinkwich en 1942 et Herschel Walker en 1982)
  - Sélectionnés All-American : 41

- Hymne : Hail to Georgia Uga VI, la mascotte.

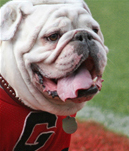
Uga VI, la mascotte.

- Mascotte : un chien de race bulldog dénommé Uga (en) et une mascotte costumée surnommée Hairy Dawg (en)
- Fanfare : Georgia Redcoat Marching Band (en)

- Rivalités :
  - Gators de la Floride
  - Yellow Jackets de Georgia Tech
  - Tigers d'Auburn
  - Volunteers du Tennessee
  - Gamecocks de la Caroline du Sud

## Palmarès
(Dernière mise à jour en fin de saison 2024)
Depuis 1892, Georgia a gagné officiellement 892 matchs pour 432 défaites et 54 nuls (moyenne de 66,7 %).
- Saison par saison

Résultats saison par saison des Bulldogs de la Géorgie en football américain (en)
- Champion national

Comme expliqué ci-dessus, selon les sources, le nombre de titres varie.
Georgia a gagné quatre titres reconnus par la NCAA,,.
| Saison               | Entraîneur        | Sélectionneurs                          | Bilan de saison régulière | Bowl                                    | Adversaire | Résultat |
| -------------------- | ----------------- | --------------------------------------- | ------------------------- | --------------------------------------- | ---------- | -------- |
| 1942                 | Wally Butts (en)  | Houlgate (en), Sagarin (en), Litkenhous | 11–1                      | Rose Bowl 1943                          | UCLA       | G, 09–0  |
| 1980                 | Vince Dooley (en) | AP/Coaches'                             | 12–0                      | Sugar Bowl 1981                         | Notre Dame | G, 17–10 |
| 2021                 | Kirby Smart       | CFP                                     | 12-1                      | College Football Championship Game 2022 | Alabama    | G, 33–18 |
| 2022                 | Kirby Smart       | CFP                                     | 14-0                      | College Football Championship Game 2023 | TCU        | G, 65–07 |
| Titres nationaux : 4 |                   |                                         |                           |                                         |            |          |
*1942 – L'équipe de Georgia termine avec un bilan en saison régulière de 11 victoires pour 1 défaite et est choisie par plus de la moitié des agences de classement reconnues comme le champion national. Georgia était emmenée par RB Frank Sinkwich, End George Poschner et un jeune running back Charley Trippi. Les Bulldogs avaient gagné 9 matchs consécutifs et étaient classés no 1 du pays. Ils gagnent leur place au Rose Bowl après avoir battu sèchement Georgia Tech 34 à rien lors du dernier match de saison régulière.
*1980 – Les Bulldogs battent Notre Dame 17 à 10 lors du Sugar Bowl et terminent la saison avec 12 victoires sans défaite, reportant le titre de champion national. Les meilleurs joueurs de l'équipe étaient Herschel Walker, Buck Belue, et Lindsay Scott (Georgia avait été classé no 1 par AP, Berryman, FACT, FB News, FW, Helms, National Championship Foundation, NFF, Poling, Sporting News, et UPI Coaches').
Georgia a également été reconnu champion national lors d'autres saisons mais pas de façon unanime et par peu d'organisme de classement reconnu
| Saison | Entraîneur                 | Sélectionneurs                         | Bilan de saison régulière | Bowl            | Adversaire                       | Résultat |
| ------ | -------------------------- | -------------------------------------- | ------------------------- | --------------- | -------------------------------- | -------- |
| 1920   | Herman Stegeman            | Berryman (en)                          | 8–0–1                     | -               | -                                | -        |
| 1927   | George Cecil Woodruff (en) | Boand (en), Poling (en), Berryman (en) | 9–1                       | -               | -                                | -        |
| 1946   | Wally Butts (en)           | Williamson System                      | 11–0                      | Sugar Bowl 1947 | Tar Heels de la Caroline du Nord | G, 20–0  |
| 1968   | Vince Dooley (en)          | Litkenhous                             | 8–1–2                     | Sugar Bowl 1969 | Razorbacks de l'Arkansas         | P, 02–16 |
*1920- Pour la première saison sous la direction de l'entraîneur principal Herman Stegeman, le programme termine sa seconde saison invaincu, obtenant un bilan en points de 250 marqués contre 17 encaissés.
*1927- L'équipe de Georgia dirige par l'entraîneur George Woodruff avait un bilan provisoire de 9 victoires pour 1 défaite. Elle avait battu en déplacement Yale une équipe considérée comme très forte dans les années 1920. Georgia est alors classée no 1 du pays avant son dernier match contre les rivaux de Georgia Tech qu'elle perd 12 à 0. Georgia n'est alors plus classé no 1 que dans deux classements mineurs.
*1946- Revigorés par le retour de Charley Trippi, les champions de la conférence SEC atteignent le bilan de 10 victoires sans défaite (dont une victoire 20 à 10 contre North Carolina en Sugar Bowl). Néanmoins, Notre Dame termine la saison classée no 1 dans la majorité des classements à l'excemtion de celui de Williamson qui désigne Georgia comme no 1.
*1968- Les 1968 Bulldogs gagnent leur second titre de conférence SEC avec Vince Dooley comme entraîneur principal et terminent la saison invaincus mais avec deux nuls. Ils perdent ensuite contre Arkansas lors du Sugar Bowl. Il n'y a que le classement Litkenhous qui les classe comme no 1 du pays.

### Champions de conférence
Georgia a remporté 17 titres de champion de conférence dont six sont partagés. Les 15 titres remportés en Southeastern Conference classe l'équipe en seconde position dans l'histoire de la SEC derrière Alabama.
| Saison                                                        | Conférence | Entraîneur              | Bilan de saison | Bilan en conférence |
| ------------------------------------------------------------- | ---------- | ----------------------- | --------------- | ------------------- |
| 1896†                                                         | SIAA       | Glenn "Pop" Warner (en) | 4–0             | 3-0                 |
| 1920†                                                         | SIAA       | Herman Stegeman (en)    | 8–0–1           | 8–0                 |
| 1942                                                          | SEC        | Wally Butts (en)        | 11–1            | 6–1                 |
| 1946†                                                         | SEC        | Wally Butts (en)        | 11–0            | 5–0                 |
| 1948                                                          | SEC        | Wally Butts (en)        | 9–2             | 6–0                 |
| 1959                                                          | SEC        | Wally Butts (en)        | 10–1            | 7–0                 |
| 1966†                                                         | SEC        | Vince Dooley (en)       | 10–1            | 6–0                 |
| 1968                                                          | SEC        | Vince Dooley (en)       | 8–1–2           | 5–0–1               |
| 1976†                                                         | SEC        | Vince Dooley (en)       | 10–2            | 5–1                 |
| 1980                                                          | SEC        | Vince Dooley (en)       | 12–0            | 6–0                 |
| 1981†                                                         | SEC        | Vince Dooley (en)       | 10–2            | 6–0                 |
| 1982                                                          | SEC        | Vince Dooley (en)       | 11–1            | 6–0                 |
| 2002                                                          | SEC        | Mark Richt              | 13–1            | 7–1                 |
| 2005                                                          | SEC        | Mark Richt              | 10–3            | 6–2                 |
| 2017                                                          | SEC        | Kirby Smart             | 13–2            | 7–1                 |
| 2022                                                          | SEC        | Kirby Smart             | 13-0            | 8-0                 |
| 2024                                                          | SEC        | Kirby Smart             | 11-2            | 6-2                 |
| Titres de champion de conférence : 17 † signifie co-champions |            |                         |                 |                     |

### Champions de Divisions
De 1992 à 2023, la SEC était divisée en deux divisions, l'Est et l'Ouest. Les champions de division étaient les représentants au SEC Championship Game. Les Bulldogs ont remporté 13 fois la division Est de la SEC et ont fait 11 apparitions au cours de l'ère des divisions. Les Dawgs ont un bilan de 4 à 7 lors de ces rencontres. À deux reprises, en 1992 et en 2007, les Bulldogs ont été co-champion de la division Est, mais ont perdu le droit de participer au match de championnat.
| Saison                                                      | Division | Adversaire au SEC CG                  | Résultat |
| ----------------------------------------------------------- | -------- | ------------------------------------- | -------- |
| 1992†                                                       | SEC Est  | a perdu le tie-break contre Florida   |          |
| 2002                                                        | SEC Est  | Arkansas                              | G 30-3   |
| 2003†                                                       | SEC Est  | LSU                                   | P 13–34  |
| 2005                                                        | SEC Est  | LSU                                   | G 34–14  |
| 2007†                                                       | SEC Est  | a perdu le tie-break contre Tennessee |          |
| 2011                                                        | SEC Est  | LSU                                   | P 10–42  |
| 2012†                                                       | SEC Est  | Alabama                               | P 28–32  |
| 2017                                                        | SEC Est  | Auburn                                | G 28–7   |
| 2018                                                        | SEC Est  | Alabama                               | P 28-35  |
| 2019                                                        | SEC Est  | LSU                                   | P 10-37  |
| 2021                                                        | SEC Est  | Alabama                               | P 24-41  |
| 2022                                                        | SEC Est  | LSU                                   | G 50-30  |
| 2023                                                        | SEC Est  | Alabama                               | P 24-27  |
| Titres de champion de division : 13 † signifie co-champions |          |                                       |          |

### Bowls Games
Les Bulldogs ont participé à 59 bowls games, ce qui les place au deuxième rang de tous les temps. L'équipe affiche un bilan de 35-21-3. Les Bulldogs ont participé à un record de 18 bowls différents, dont cinq des six bowls du Nouvel An (2 Rose Bowl, 5 Orange Bowl, 3 Cotton Bowl, 7 Peach et 11 Sugar Bowl) Les 3 participations des Bulldogs au CFP Championship Game ne sont pas comptabilisés.
| Saison                                      | Entraîneur                         | Bowl                              | Adversaire                              | Résultat |
| ------------------------------------------- | ---------------------------------- | --------------------------------- | --------------------------------------- | -------- |
| 1941                                        | Wally Butts (en)                   | Orange Bowl 1942                  | Horned Frogs de TCU                     | G, 40–26 |
| 1942                                        | Wally Butts (en)                   | Rose Bowl 1943                    | Bruins de l'UCLA                        | G, 09–0  |
| 1945                                        | Wally Butts (en)                   | Oil Bowl 1946                     | Golden Hurricane de Tulsa               | G, 20–06 |
| 1946                                        | Wally Butts (en)                   | Sugar Bowl 1947                   | Tar Heels de la Caroline du Nord        | G, 20–10 |
| 1947                                        | Wally Butts (en)                   | Gator Bowl 1948                   | Terrapins du Maryland                   | N, 20–20 |
| 1948                                        | Wally Butts (en)                   | Orange Bowl 1949                  | Longhorns du Texas                      | P, 28–41 |
| 1950                                        | Wally Butts (en)                   | Presidential Cup                  | Aggies du Texas                         | P, 20–40 |
| 1959                                        | Wally Butts (en)                   | Orange Bowl 1960                  | Tigers du Missouri                      | G, 14–0  |
| 1964                                        | Vince Dooley (en)                  | Sun Bowl 1964                     | Red Raiders de Texas Tech               | G, 07–0  |
| 1966                                        | Vince Dooley (en)                  | Cotton Bowl Classic 1966          | Mustangs de SMU                         | G, 24–09 |
| 1967                                        | Vince Dooley (en)                  | Liberty Bowl 1967                 | Wolfpack de North Carolina State        | P, 07–14 |
| 1968                                        | Vince Dooley (en)                  | Sugar Bowl 1969                   | Razorbacks de l'Arkansas                | P, 02–16 |
| 1969                                        | Vince Dooley (en)                  | Sun Bowl 1969                     | Cornhuskers du Nebraska                 | P, 06–45 |
| 1971                                        | Vince Dooley (en)                  | Gator Bowl 1971                   | Tar Heels de la Caroline du Nord        | G 07–03  |
| 1973                                        | Vince Dooley (en)                  | Peach Bowl 1973                   | Terrapins du Maryland                   | G, 17–16 |
| 1974                                        | Vince Dooley (en)                  | Tangerine Bowl 1974               | Redskins de Miami                       | P, 10–21 |
| 1975                                        | Vince Dooley (en)                  | Cotton Bowl Classic 1976          | Razorbacks de l'Arkansas                | P, 10–31 |
| 1976                                        | Vince Dooley (en)                  | Sugar Bowl 1977                   | Panthers de Pittsburgh                  | P, 03–27 |
| 1978                                        | Vince Dooley (en)                  | Astro-Bluebonnet Bowl 1978        | Cardinal de Stanford                    | P, 22–25 |
| 1980                                        | Vince Dooley (en)                  | Sugar Bowl 1981                   | Fighting Irish de Notre Dame            | G, 17–10 |
| 1981                                        | Vince Dooley (en)                  | Sugar Bowl 1982                   | Panthers de Pittsburgh                  | P, 20–24 |
| 1982                                        | Vince Dooley (en)                  | Sugar Bowl 1983                   | Nittany Lions de Penn State             | P, 23–27 |
| 1983                                        | Vince Dooley (en)                  | Cotton Bowl Classic 1984          | Longhorns du Texas                      | G, 10–09 |
| 1984                                        | Vince Dooley (en)                  | Citrus Bowl 1984                  | Seminoles de Florida State              | N, 17–17 |
| 1985                                        | Vince Dooley (en)                  | Sun Bowl 1985                     | Wildcats de l'Arizona                   | N, 13–13 |
| 1986                                        | Vince Dooley (en)                  | Hall of Fame Bowl 1986            | Eagles de Boston College                | P, 24–27 |
| 1987                                        | Vince Dooley (en)                  | Liberty Bowl 1987                 | Razorbacks de l'Arkansas                | G, 20–17 |
| 1988                                        | Vince Dooley (en)                  | Gator Bowl 1989                   | Spartans de Michigan State              | G, 34–27 |
| 1989                                        | Ray Goff (en)                      | Peach Bowl 1989                   | Orange de Syracuse                      | P, 18–19 |
| 1991                                        | Ray Goff (en)                      | Independence Bowl 1991            | Razorbacks de l'Arkansas                | G, 24–15 |
| 1992                                        | Ray Goff (en)                      | Florida Citrus Bowl 1993          | Buckeyes d'Ohio State                   | G, 21–14 |
| 1995                                        | Ray Goff (en)                      | Peach Bowl 1995                   | Cavaliers de la Virginie                | P, 27–34 |
| 1997                                        | Jim Donnan (en)                    | Outback Bowl 1998                 | Badgers du Wisconsin                    | G, 33–06 |
| 1998                                        | Jim Donnan (en)                    | Peach Bowl 1998                   | Cavaliers de la Virginie                | G, 35–33 |
| 1999                                        | Jim Donnan (en)                    | Outback Bowl 2000                 | Boilermakers de Purdue                  | G, 28–25 |
| 2000                                        | Jim Donnan (en)                    | Oahu Bowl 2000                    | Cavaliers de la Virginie                | G, 37–14 |
| 2001                                        | Mark Richt                         | Music City Bowl 2001              | Eagles de Boston College                | P, 16–20 |
| 2002                                        | Mark Richt                         | Sugar Bowl 2003                   | Seminoles de Florida State              | G, 26–13 |
| 2003                                        | Mark Richt                         | Capital One Bowl 2004             | Boilermakers de Purdue                  | G, 34–27 |
| 2004                                        | Mark Richt                         | Outback Bowl 2005                 | Badgers du Wisconsin                    | G, 24–21 |
| 2005                                        | Mark Richt                         | Sugar Bowl 2006                   | Mountaineers de la Virginie-Occidentale | P, 35–38 |
| 2006                                        | Mark Richt                         | Chick-fil-A Bowl 2006             | Hokies de Virginia Tech                 | G, 31–24 |
| 2007                                        | Mark Richt                         | Sugar Bowl 2008                   | Rainbow Warriors d'Hawaï                | G, 41–10 |
| 2008                                        | Mark Richt                         | Capital One Bowl 2009             | Spartans de Michigan State              | G, 24–12 |
| 2009                                        | Mark Richt                         | Independence Bowl 2009            | Aggies du Texas                         | G, 44–20 |
| 2010                                        | Mark Richt                         | Liberty Bowl 2010                 | Knights de l'UCF                        | P, 06–10 |
| 2011                                        | Mark Richt                         | Outback Bowl 2012                 | Spartans de Michigan State              | P, 30–33 |
| 2012                                        | Mark Richt                         | Capital One Bowl 2013             | Cornhuskers du Nebraska                 | G, 45–31 |
| 2013                                        | Mark Richt                         | Gator Bowl 2014                   | Cornhuskers du Nebraska                 | P, 19–24 |
| 2014                                        | Mark Richt                         | Belk Bowl 2014                    | Cardinals de Louisville                 | G, 37–14 |
| 2015                                        | Bryan McClendon (en) (intérimaire) | TaxSlayer Bowl 2016               | Nittany Lions de Penn State             | G, 24–17 |
| 2016                                        | Kirby Smart                        | Liberty Bowl 2016                 | Horned Frogs de TCU                     | G, 31–23 |
| 2017                                        | Kirby Smart                        | Rose Bowl 2018                    | Sooners de l'Oklahoma                   | G, 54–48 |
| 2018                                        | Kirby Smart                        | Sugar Bowl 2019                   | Longhorns du Texas                      | P, 21–28 |
| 2019                                        | Kirby Smart                        | Sugar Bowl 2020                   | Bears de Baylor                         | G, 26–14 |
| 2020                                        | Kirby Smart                        | Peach Bowl 2021                   | Bearcats de Cincinnati                  | G, 24–21 |
| 2021                                        | Kirby Smart                        | Orange Bowl 2021                  | Wolverines du Michigan                  | G, 34–11 |
| 2022                                        | Kirby Smart                        | Peach Bowl 2022                   | Buckeyes d'Ohio State                   | G, 42-41 |
| 2023                                        | Kirby Smart                        | Orange Bowl 2023                  | Seminoles de Florida State              | G, 63–03 |
| 2024                                        | Kirby Smart                        | Sugar Bowl 2025 (¼ de finale CFP) | Fighting Irish de Notre Dame            | P, 10–23 |
| Bilan : 35 victoires - 22 défaites - 3 nuls |                                    |                                   |                                         |          |

## Entraîneurs
| N°       | Nom                           | Saison(s)   | Bilan     | %    |
| -------- | ----------------------------- | ----------- | --------- | ---- |
| 1        | Charles Herty                 | 1892        | 1–1       | 50,0 |
| 2        | Ernest Brown                  | 1893        | 2–2–1     | 50,0 |
| 3        | Robert Winston                | 1894        | 5–1       | 83,3 |
| 4        | Glenn Scobey Warner           | 1895–1896   | 7–4       | 63,6 |
| 5        | Charles McCarthy              | 1897–1898   | 6–3       | 66,7 |
| 6        | Gordon Saussy                 | 1899        | 2–3–1     | 41,7 |
| 7        | E. E. Jones                   | 1900        | 2–4       | 33,3 |
| 8        | William A. Reynolds           | 1901–1902   | 5–7–3     | 43,3 |
| 9, 11    | Marvin D. Dickinson           | 1903, 1905  | 4–9       | 30,8 |
| 10       | Charles A. Barnard            | 1904        | 1–5       | 16,7 |
| 12       | George S. Whitney             | 1906–1907   | 6–7–2     | 46,7 |
| 13       | Branch Bocock                 | 1908        | 5–2–1     | 68,8 |
| 14 et 15 | James Coulter et Frank Dobson | 1909        | 1–4–2     | 28,6 |
| 16       | W. A. Cunningham              | 1910–1919   | 43–18–9   | 65,6 |
| 17       | Herman Stegeman               | 1920–1922   | 20–6–3    | 74,1 |
| 18       | George Cecil Woodruff         | 1923–1927   | 30–16–1   | 64,9 |
| 19       | Harry Mehre                   | 1928–1937   | 59–34–6   | 62,6 |
| 20       | Joel Hunt                     | 1938        | 5–4–1     | 55,0 |
| 21       | Wally Butts                   | 1939–1960   | 140–86–9  | 61,5 |
| 22       | Johnny Griffith               | 1961–1963   | 10–16–4   | 40,0 |
| 23       | Vince Dooley                  | 1964–1988   | 201–77–10 | 71,5 |
| 24       | Ray Goff                      | 1989–1995   | 46–34–1   | 57,4 |
| 25       | Jim Donnan                    | 1996–2000   | 40–19     | 67,8 |
| 26       | Mark Richt                    | 2001–2015   | 145–51    | 74,0 |
| 27       | Kirby Smart (fin 2024)        | depuis 2016 | 101–18    | 84,9 |

| Trophée                       | Nom                | Saison            |
| ----------------------------- | ------------------ | ----------------- |
| Amos Alonzo Stagg Award (en)  | Vince Dooley       | 2001              |
| Paul "Bear" Bryant Award      | Vince Dooley       | 1980              |
| Broyles Award                 | Brian VanGorder    | 2003              |
| College Football Hall of Fame | Glenn "Pop" Warner | intronisé en 1951 |
| College Football Hall of Fame | Joel Hunt          | intronisé en 1967 |
| College Football Hall of Fame | Wally Butts        | intronisé en 1997 |
| College Football Hall of Fame | Vince Dooley       | intronisé en 1995 |

## Récompenses individuelles
Le lien suivant permet de consulter les meilleures statistiques individuelles des Bulldogs (en).
| - Trophée Heisman - Frank Sinkwich – 1942 - Herschel Walker – 1982 - Maxwell Award - Charley Trippi – 1946 - Herschel Walker – 1982 - Walter Camp Award - Herschel Walker – 1982 - Bronko Nagurski Trophy - Champ Bailey – 1998 - Dick Butkus Award - Roquan Smith – 2017 - Nakobe Dean (en) - 2021 - Chuck Bednarik Award - David Pollack (en) – 2004 - Jordan Davis- 2021 - Doak Walker Award - Garrison Hearst (en) – 1992 - Draddy Trophy (en) - Matt Stinchcomb (en) – 1998 - ESPY Award - Garrison Hearst (en) – 1992 - Jim Thorpe Award - Deandre Baker (en) – 2018 | - Lombardi Award - David Pollack (en) – 2004 - Lott Trophy - David Pollack – 2004 - Lou Groza Award - Rodrigo Blankenship – 2019 - Outland Trophy - Bill Stanfill (en) – 1968 - Jordan Davis- 2021 - Manning Award - Stetson Bennett (en) – 2022 - Ted Hendricks Award - David Pollack – 2003, 2004 - Ray Guy Award - Drew Butler (en) – 2009 - Paul Hornung Award (en) - Brandon Boykin (en) – 2011 - John Mackey Award - Brock Bowers – 2022, 2023 - Burlsworth Trophy - Stetson Bennett (en) – 2022 - Manning Award - Stetson Bennett – 2022 - Wuerffel Trophy - Ladd McConkey (en) – 2023 |

## Numéros retirés
| N° | Joueur           | Poste | Saisons         |
| -- | ---------------- | ----- | --------------- |
| 21 | Frank Sinkwich   | HB    | 1941–1943       |
| 34 | Herschel Walker  | RB    | 1980–1982       |
| 40 | Theron Sapp (en) | RB    | 1955–1958       |
| 62 | Charley Trippi   | HB    | 1942, 1945–1946 |

## Bulldogs au College Football Hall of Fame
Dix-huit anciens joueurs de Georgia ont été intronisés au College Football Hall of Fame. De plus, un ancien joueur, Pat Dye (en), a été intronisé au CFHOF comme entraîneur principal à Auburn.
| Joueur                      | Poste | Saisons         | Date intronisation |
| --------------------------- | ----- | --------------- | ------------------ |
| Bob McWhorter (en)          | HB    | 1910–1913       | 1954               |
| Frank Sinkwich              | HB    | 1940–1942       | 1954               |
| Charley Trippi              | HB    | 1942, 1945–1946 | 1959               |
| Vernon "Catfish" Smith (en) | E     | 1929–1931       | 1979               |
| Bill Hartman (en)           | FB    | 1935–1937       | 1984               |
| Fran Tarkenton              | QB    | 1958–1960       | 1987               |
| Bill Stanfill (en)          | DT    | 1966–1968       | 1998               |
| Herschel Walker             | RB    | 1980–1982       | 1999               |
| Terry Hoage (en)            | S     | 1980–1983       | 2000               |
| Kevin Butler (en)           | PK    | 1981–1984       | 2001               |
| John Rauch                  | QB    | 1945–1948       | 2003               |
| Jake Scott (en)             | FS    | 1966–1968       | 2011               |
| Matt Stinchcomb (en)        | OT    | 1995–1998       | 2018               |
| Glenn "Pop" Warner (en)     | HC    | 1895–1896       | 1951               |
| Vince Dooley (en)           | HC    | 1964–1988       | 1994               |
| Wally Butts (en)            | HC    | 1939–1960       | 1997               |
| Jim Donnan (en)             | HC    | 1996–2000       | 2009               |
| Mark Richt                  | HC    | 2001–2015       | 2023               |

## Bulldogs au Pro Football Hall of Fame
Quatre anciens joueurs des Bulldogs ont été intronisés au Pro Football Hall of Fame.
| Joueur          | Poste | Saisons         | Date intronisation |
| --------------- | ----- | --------------- | ------------------ |
| Charley Trippi  | HB    | 1942, 1945–1946 | 1968               |
| Fran Tarkenton  | QB    | 1958–1960       | 1986               |
| Terrell Davis   | RB    | 1991–1994       | 2017               |
| Champ Bailey    | DB    | 1996–1998       | 2019               |
| Richard Seymour | DT    | 2001–2012       | 2022               |

## Uniformes

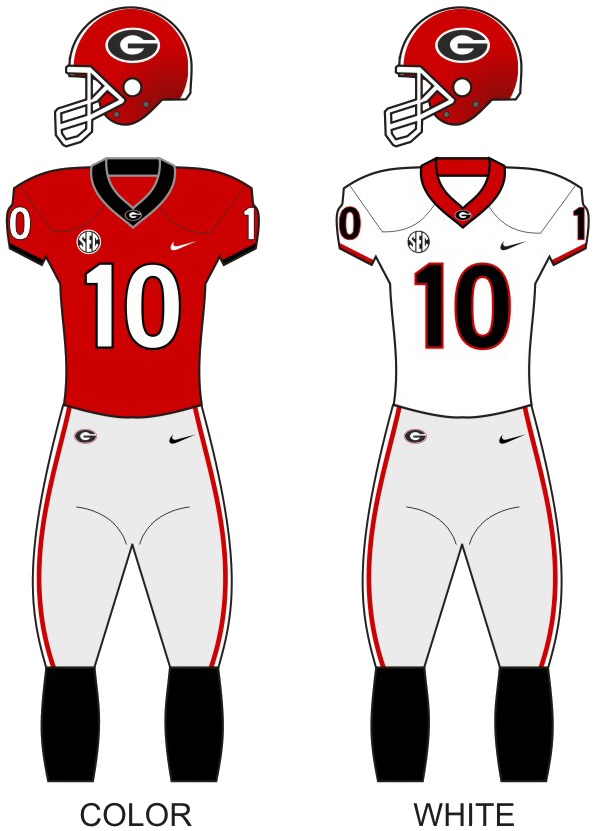
Uniforme actuel des Bulldogs

L'uniforme standard des Bulldogs de la Géorgie n'a pas changé de manière significative depuis 1980. Il se compose d'un maillot rouge, d'un pantalon argenté et d'un casque rouge sur lequel est apposée la marque déposée du « G » de forme ovale.
En 1939, Wally Butts introduit pour la première fois les « culottes argentées » comme les sont appelées familièrement. Lorsque Vince Dooley devient l'entraîneur principal de Georgia, il change l'uniforme de l'équipe à domicile y incluant un pantalon blanc. L'uniforme retrouve le pantalon argenté avant la saison 1980. Celui-ci est toujours présent actuellement.
Le premier casque des Bulldogs était en cuir gris sur lequel on ajoute, en 1961, un logo en forme de bloc rouge avec la lettre « G ». Les maillots étaient généralement rouges, parfois avec des rayures. Avant la Seconde Guerre mondiale, les uniformes variaient parfois considérablement. Des photos d'époque suggèrent que les joueurs portaient des maillots noires ou des gilets sur lesquels étaient apposés divers motifs à rayures.
En 1964, Vince Dooley est le premier à imposer un casque de couleur rouge avec le « G » de forme ovale, une bande blanche et des grilles de protection blanches. Il avait demandé à Anne Donaldson, diplômée de l'université et mariée à l'entraîneur adjoint de John Donaldson, de lui proposer un nouveau design pour le casque afin de remplacer l'ancien casque argenté. Dooley a apprécié le « G » stylisé orienté vers l'avant proposé par Donaldson et l'a adopté. Le « G » de Georgia étant similaire au « G » utilisé depuis 1961 par les Packers de Green Bay en NFL, l'entraîneur Dooley a dû obtenir l'autorisation d'en faire usage auprès de la franchise de Green Bay. Georgia a néanmoins fait enregistrer son « G » comme marque déposée. Le logo en forme de « G » des Packers a ensuite été redessiné et l'actuel est calqué sur le design de la marque déposée par Georgia. Ce changement de casque à Georgia faisait partie d'une refonte drastique de l'uniforme par Dooley puisqu'il a également remplacé le pantalon argenté traditionnel par un pantalon blanc comprenant une bande noire-rouge-noire. Les maillots étaient cependant restés similaires à la conception d'avant 1964, soit un maillot rouge avec des chiffres blancs.
Avant le début de la saison 1980, les pantalons redeviennent argentés avec une bande rouge-blanc-noir sur le côté. Ce même pantalon de base est toujours actuellement utilisé. Les rayures des manches, les couleurs des décorations et la police des maillots à domicile et en déplacement ont eux varié à plusieurs reprises. Cependant, les maillots à domicile sont généralement restés rouges avec des chiffres blancs et les maillots pour les déplacements sont généralement restés blancs avec des chiffres noirs.
La refonte la plus récente des décorations a eu lieu en 2005, lorsque les motifs des rayures sur les manches ont été abandonnés au profit de manchettes en jersey noir unies sur le maillot à domicile et de manchettes rouges unies sur le maillot extérieur. Depuis 2004, des pantalons de couleur « gris mat » ont également été parfois utilisés en remplacement du vrai argenté, principalement parce que les pantalons « gris mat » sont d'un matériau plus léger.
L'uniforme des Bulldogs est unique par sa longévité relative et parce qu'il a très rarement changé au fil des ans.
Des uniformes alternatifs ont cependant été portés en diverses circonstances :
- Un pantalon rouge a été utilisé à la place de l'argenté avec le maillot extérieur à plusieurs reprises au cours des années 1980 ;
- Des grilles de protection noires et une bande de casque blanc-noir-blanc ont été portés lors de l'Independence Bowl de 1991 ;
- Un pantalon noir a été utilisé à la place de l'argenté avec le maillot extérieur lors de l'Outback Bowl de 1998 et avec le maillot à domicile lors du match de 1998 contre Florida.
- Des maillots noirs ont été portés à la place du rouge avec le maillot à domicile lors des matchs contre Auburn et Hawaï au cours de la saison 2007, en 2008 contre Alabama et en 2016 contre Louisiana-Lafayette[18].
- Un uniforme unique a été porté en déplacement contre Florida en 2009. Cet uniforme comprenait un casque noir avec une grille de protection rouge, une bande blanche et le logo ovale traditionnel « G », un maillot blanc avec chiffres noirs et un pantalon noir[19] ;
- Pour le match d'ouverture « Chick-fil-A 2011 » joué contre Boise State dans le Georgia Dome, les Bulldogs portaient un uniforme « Nike Pro Combat » très différent des uniformes traditionnels à domicile. Ces uniformes utilisaient une couleur rouge au fini mat non traditionnel et comprenaient les éléments suivants[20] :
  - Un casque argenté avec une large bande rouge et le traditionnel logo « G » de forme ovale ;
  - Une grille de protection noire avec une large bande rouge au milieu, reflétant la bande rouge du casque ;
  - Un maillot rouge bicolore avec manches, décorations et chiffres noirs ;
  - Le mot « Georgia » était inscrit au dos des maillots en remplacement du nom des joueurs ;
  - Un pantalon de couleur rouge.

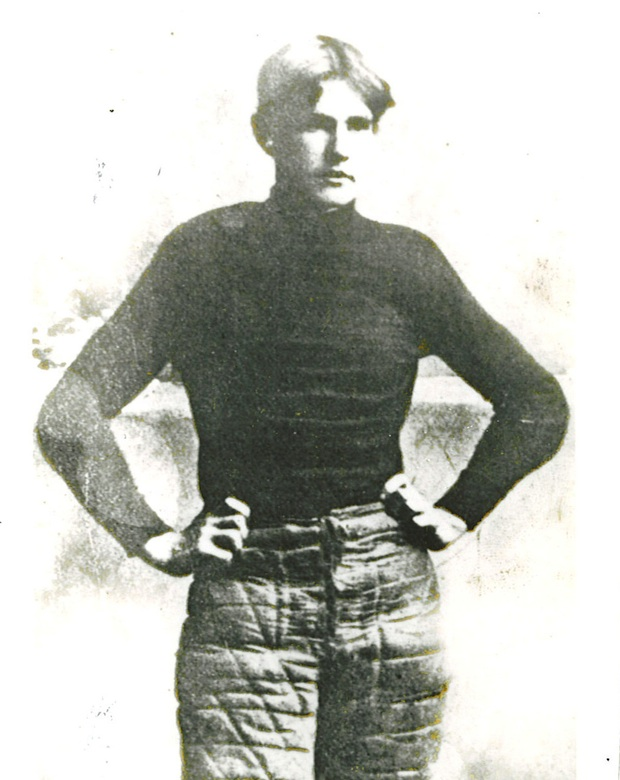
Le quarterback Richard Von Albade Gammon en 1986.
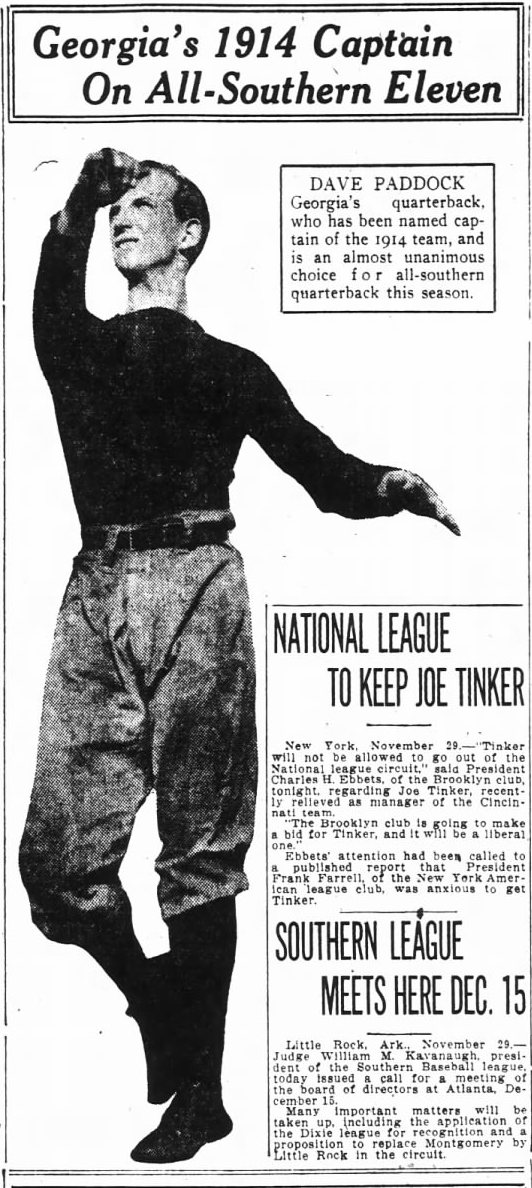
Davee Paddock, quarterback en 1914.
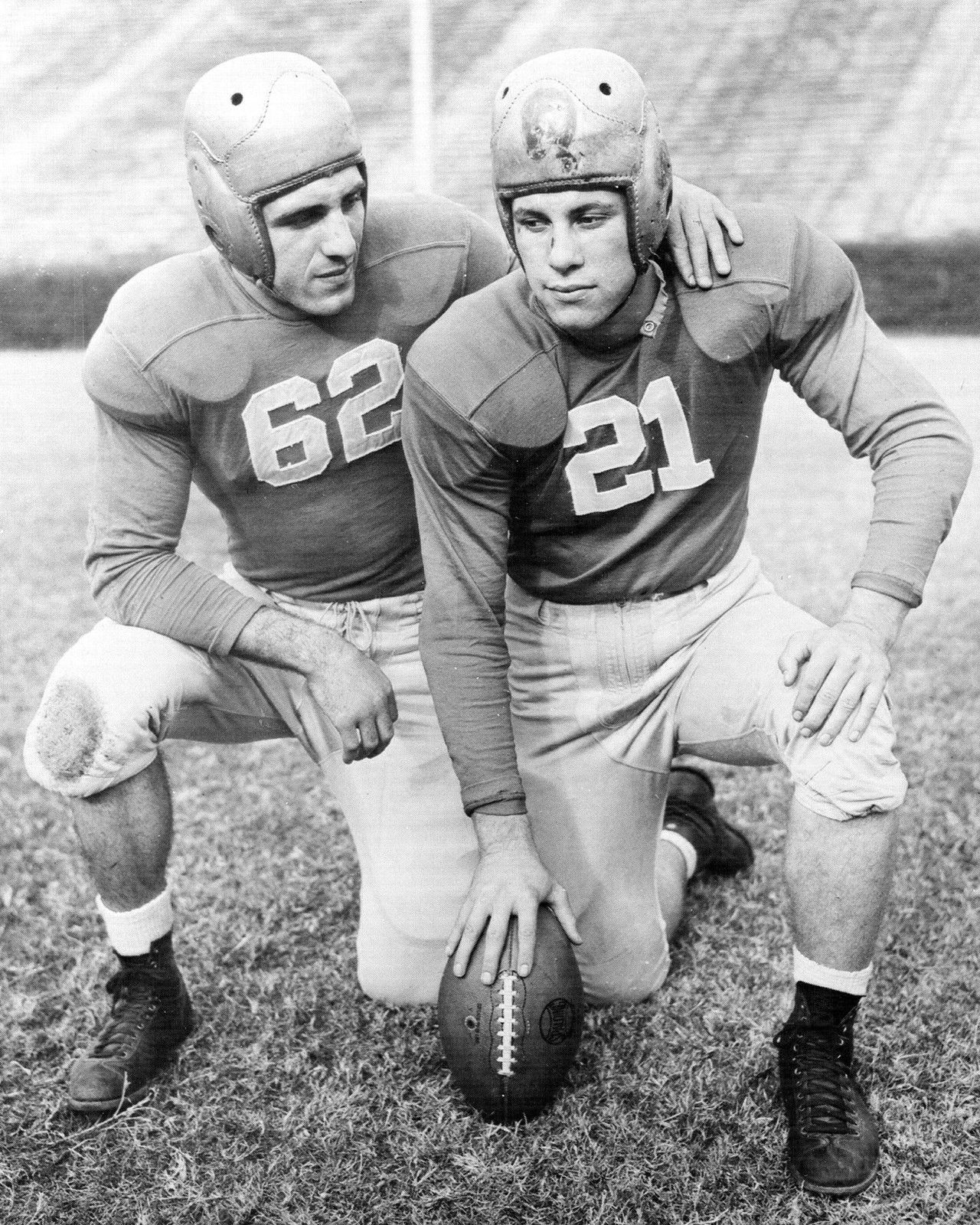
Charley Trippi et Frank Sinkwich en 1942, entraînés par Wally Butts (1939-1960).
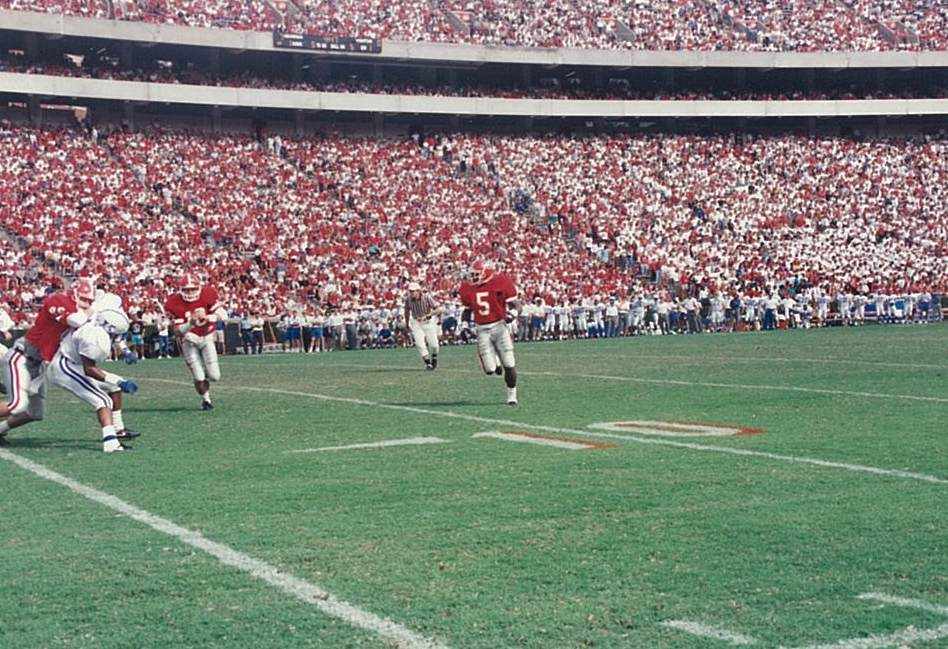
En 1991, le quarterback Ric Zeier (#10) porteur du ballon avec Garrison Hearst (#5) contre les Wildcats du Kentucky.
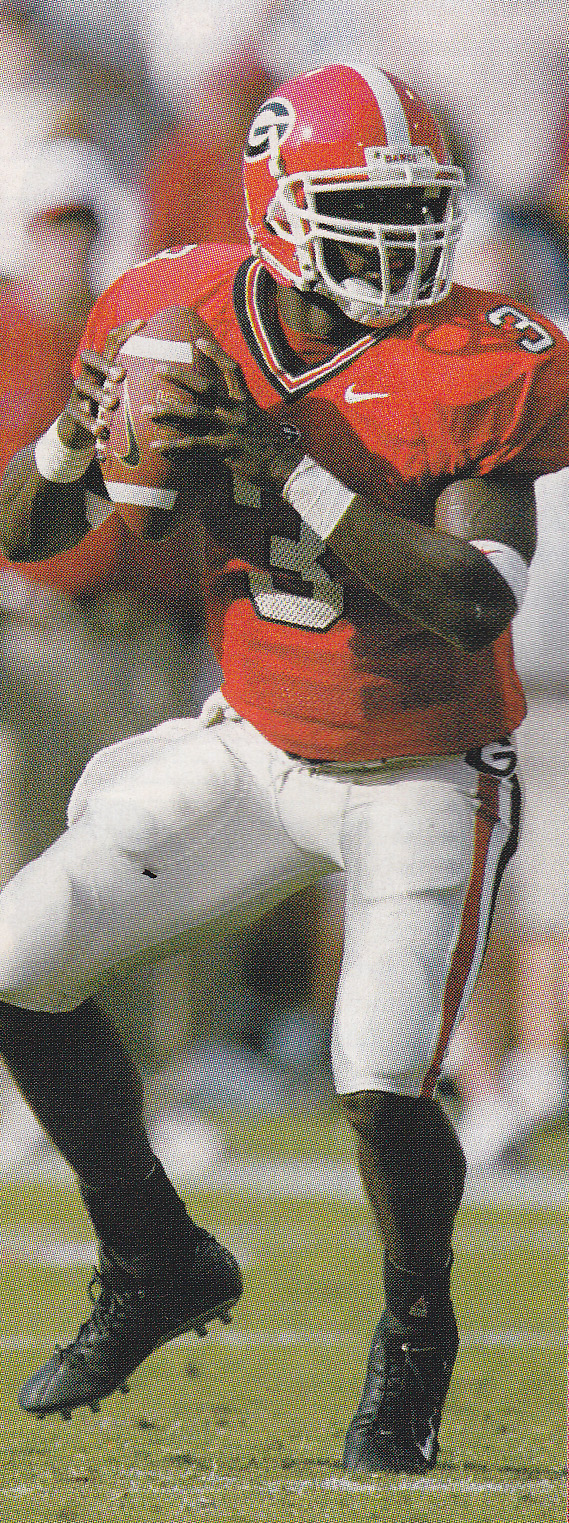
Le quarterback, D.J. Shockley en 2005.
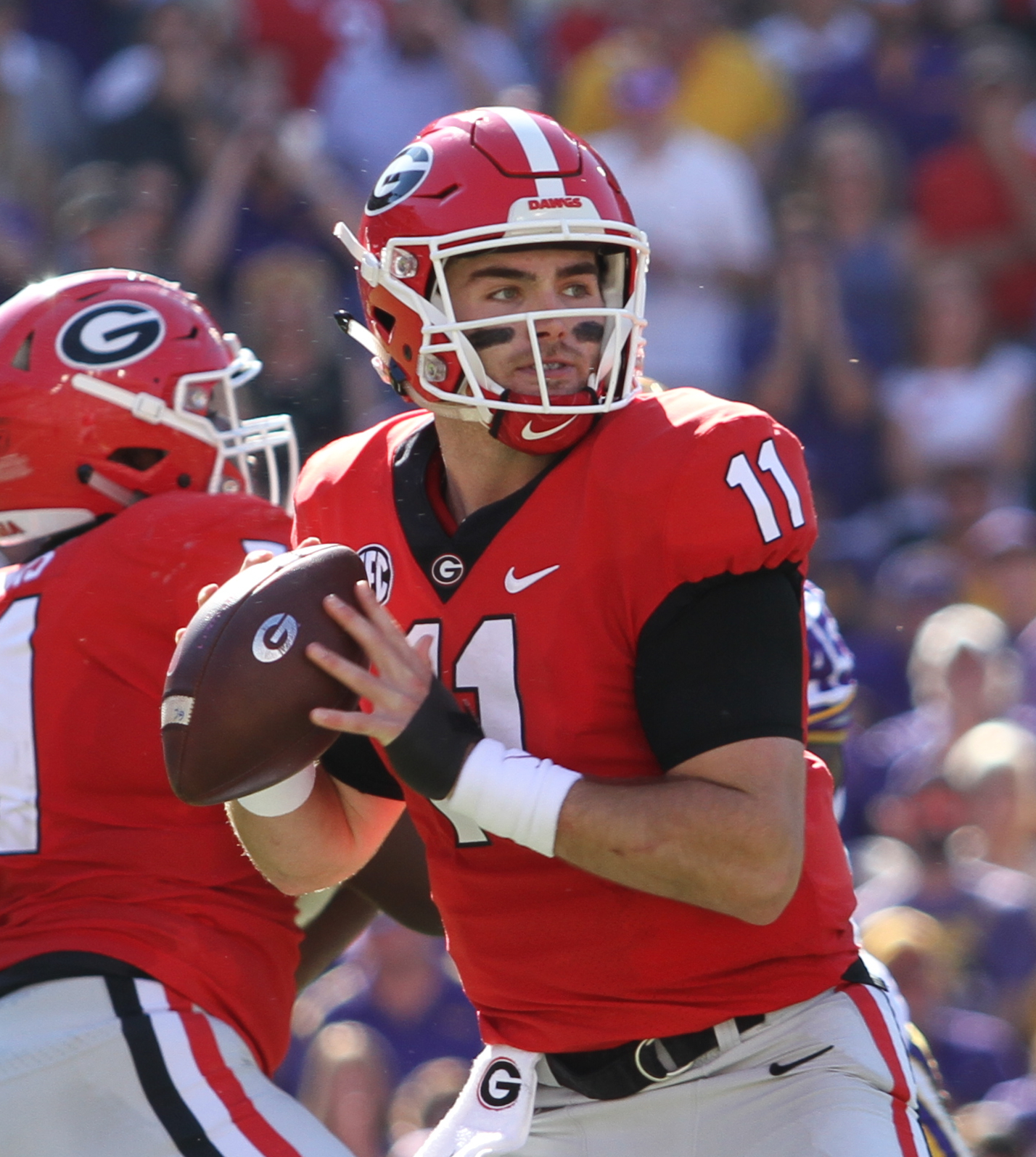
Le quarterback, Jake Fromm en 2018.

## Rivalités
| Équipe              | Surnom                                     | Nb.                              | V     | D  | N | %    | 1er match | Dernier match |
| ------------------- | ------------------------------------------ | -------------------------------- | ----- | -- | - | ---- | --------- | ------------- |
| Alabama (en)        | -                                          | 74                               | 26    | 44 | 4 | 35,1 | 1895      | 2024          |
| Auburn (en)         | Deep South's Oldest Rivalry                | 129                              | 65    | 56 | 8 | 50,4 | 1892      | 2024          |
| Clemson (en)        | -                                          | 66                               | 44    | 18 | 4 | 66,7 | 1897      | 2024          |
| Florida (en)        | The World's Largest Outdoor Cocktail Party | 0102 (selon Fl.) 103 (selon Ga.) | 56 57 | 44 | 2 | 54,9 | 1915      | 2024          |
| Gerogia Tech (en)   | Clean, Old-Fashioned Hate                  | 118                              | 72    | 41 | 5 | 61,0 | 1893      | 2024          |
| South Carolina (en) | -                                          | 076                              | 55    | 19 | 2 | 72,4 | 1894      | 2023          |
| Tennessee (en)      | -                                          | 054                              | 29    | 23 | 2 | 53,7 | 1899      | 2024          |
| Vanderbilt (en)     | -                                          | 083                              | 61    | 20 | 2 | 73,5 | 1893      | 2023          |

## Traditions

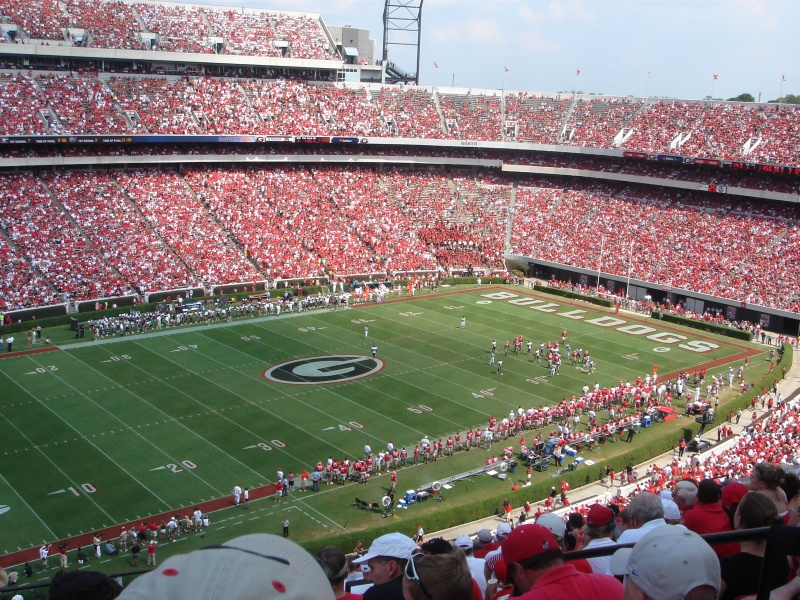
Le Sanford Stadium.

### Between the Hedges
Entre les haies : C'est l'écrivain sportif légendaire Grantland Rice qui a inventé le terme « Between the Hedges (Entre les haies) » pour décrire le stade des Bulldogs dans les années 1930. Il fait référence aux célèbres haies de troènes anglais qui entouraient le gazon du stade Sanford depuis son match inaugural contre Yale en 1929. Les haies d'origine sont supprimées en 1996 pour permettre les matchs de soccer féminin organisés au Sanford Stadium lors des Jeux olympiques de 1996. Des ramifications des haies originales ont été replantées peu de temps après ces jeux. Les haies servent également à contrôler les éventuels mouvements de foules puisqu'une clôture intérieur y ont été adjoints. Les fans de Georgia n'ont pu envahir le terrain qu'à une seule reprise soit après la victoire sur Tennessee en 2000.

### Uga
« Uga » (prononcez « You-gue ») est le nom de la lignée des bulldogs blancs ayant servi comme mascotte de l'université de Géorgie depuis 1955. La mascotte actuelle , Uga XI né « Boom », a pris officiellement le rôle de mascotte le 15 avril 2023, quelques mois avant le décès de Uga X (né «Que», mascotte de l'université de 2015 à la fin de saison 2022 et décédé le 23 Janvier 2024). Georgia est la seule université qui enterre ses anciennes mascottes dans son stade, celles-ci reposant dans un mausolée situé près de l'entrée principale du Sanford Stadium.

### Glory, Glory

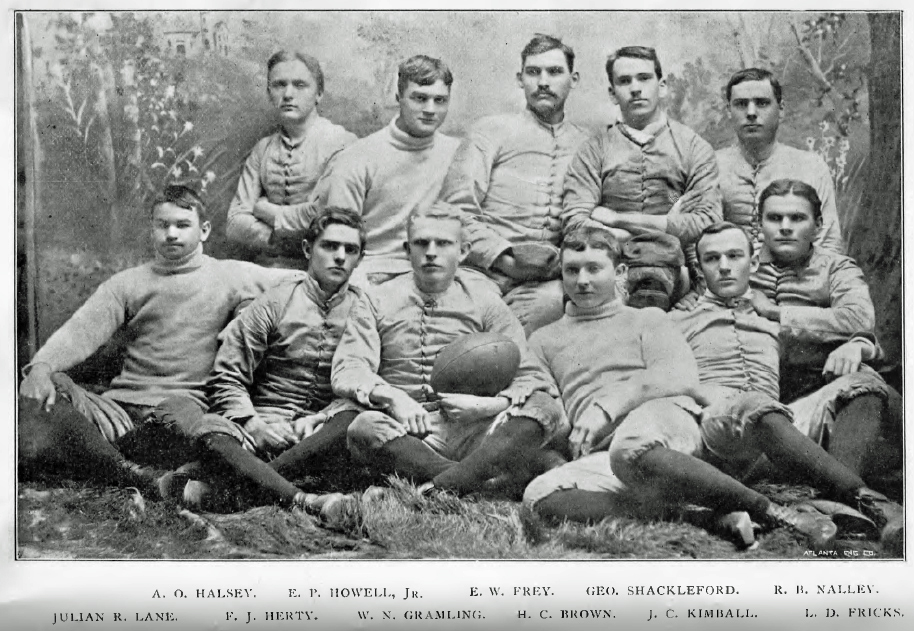
La première équipe de football américain de Georgia en 1892.

« Glory, Glory » est l'hymne de ralliement des Bulldogs de la Géorgie. Il est chanté par les fans lors des matchs de football américain depuis le début des années 1890.
En 1915, le chant est arrangé dans sa forme actuelle par Hugh Hodgson, professeur de l'université. Même si « Glory, Glory » est le chant le plus souvent joué lors des matchs, l'hymne officiel de l'université est « Hail To Georgia » lequel est joué après chaque field goal inscrit par Georgia.

### Chapel Bell
Depuis les années 1890, la cloche de la Chapelle Bell retentit après chaque victoire des Bulldogs. À l'époque, le stade Herty Field était situé près de la chapelle. La tradition a perduré par la suite malgré l'éloignement du Sandford Stadium. Les étudiants de première année étaient chargés de faire sonner la cloche de la chapelle jusqu'à minuit pour célébrer la victoire. De nos jours, cette corvée est effectuée par les étudiants, les anciens et les fans de Georgia.

### L'hymne de guerre de la Nation Bulldog
« The Battle Hymn of the Bulldog Nation » est une version plus lente du « The Battle Hymn of the Republic » arrangé en 1987. Cet hymne sacré est joué par la fanfare « Redcoat Band » avant et après le match. Un trompettiste solo placé dans le virage sud-ouest du Sanford Stadium en joue les premières notes avant d'être rejoint par le reste de la fanfare. Un montage vidéo reprenant les nombreux grands moments de l'histoire de l'équipe commentés par Larry Munson (radio commentateur historique de Georgia), est diffusé simultanément sur l'écran géant du stade. Il est de coutume que les fans se lèvent, se découvrent et pointent un bras vers le trompettiste solo lorsqu'il entame les premières notes de l'hymne. Cette tradition, créée pour le début de la saison 2000, est considérée comme le point d'orgue du programme d'avant-match de la « Redcoat Band ».

### How 'bout them Dawgs
« How 'bout them Dawgs » est un slogan récent apparu pour la première fois à la fin des années 1970. Il est devenu le cri de guerre des fans de Georgia. Il a obtenu une reconnaissance nationale lorsque Georgia a remporté le titre national en 1980.

### Les culottes d'argent
Lorsque Wally Butts est désigné entraîneur principal en 1939, il modifie les uniformes de l'équipe en ajoutant un pantalon argenté au maillot rouge vif déjà utilisé. Les « silver britches (culottes d'argent) » deviennent alors très populaires. Au fil des ans, elles seront source de plusieurs chants ainsi que de nombreux slogans appréciés par les fans, le plus célèbre étant « Go You Silver Britches ». Lorsque Vince Dooley est engagé en 1964, il décide d'utiliser des pantalons blancs mais il réintroduit les pantalons argentés avant la saison 1980. Ils ont toujours été portés jusqu'à présent.

### Dawg Walk
Le Dawg Walk est le trajet traditionnel effectué à pied par les joueurs entre les fans et la fanfare « Redcoat Band » (en) à proximité du Tate Student Center lorsqu'ils entrent dans le Sanford Stadium. C'est Vince Dooley qui initie cette tradition mais au départ de l'East Campus Road side. Ray Goff déplace le lieu de départ vers le Tate Student Center mais met finalement fin au Dawg Walk dans les années 1990. Mark Richt le réinstaure dès la saison 2001. Cette tradition n'a depuis plus été interrompue.

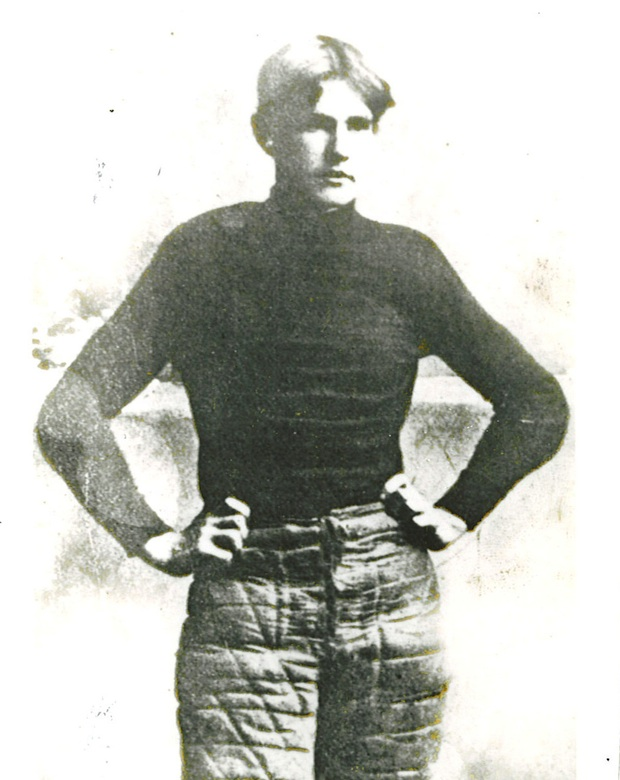
Le quarterback Richard Von Albade Gammon en 1986.
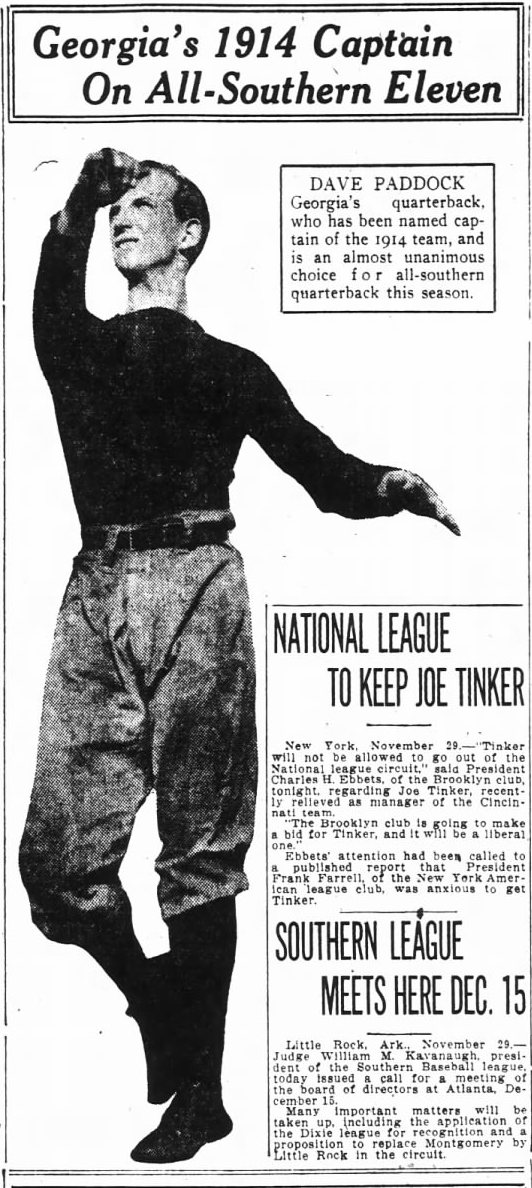
Davee Paddock, quarterback en 1914.
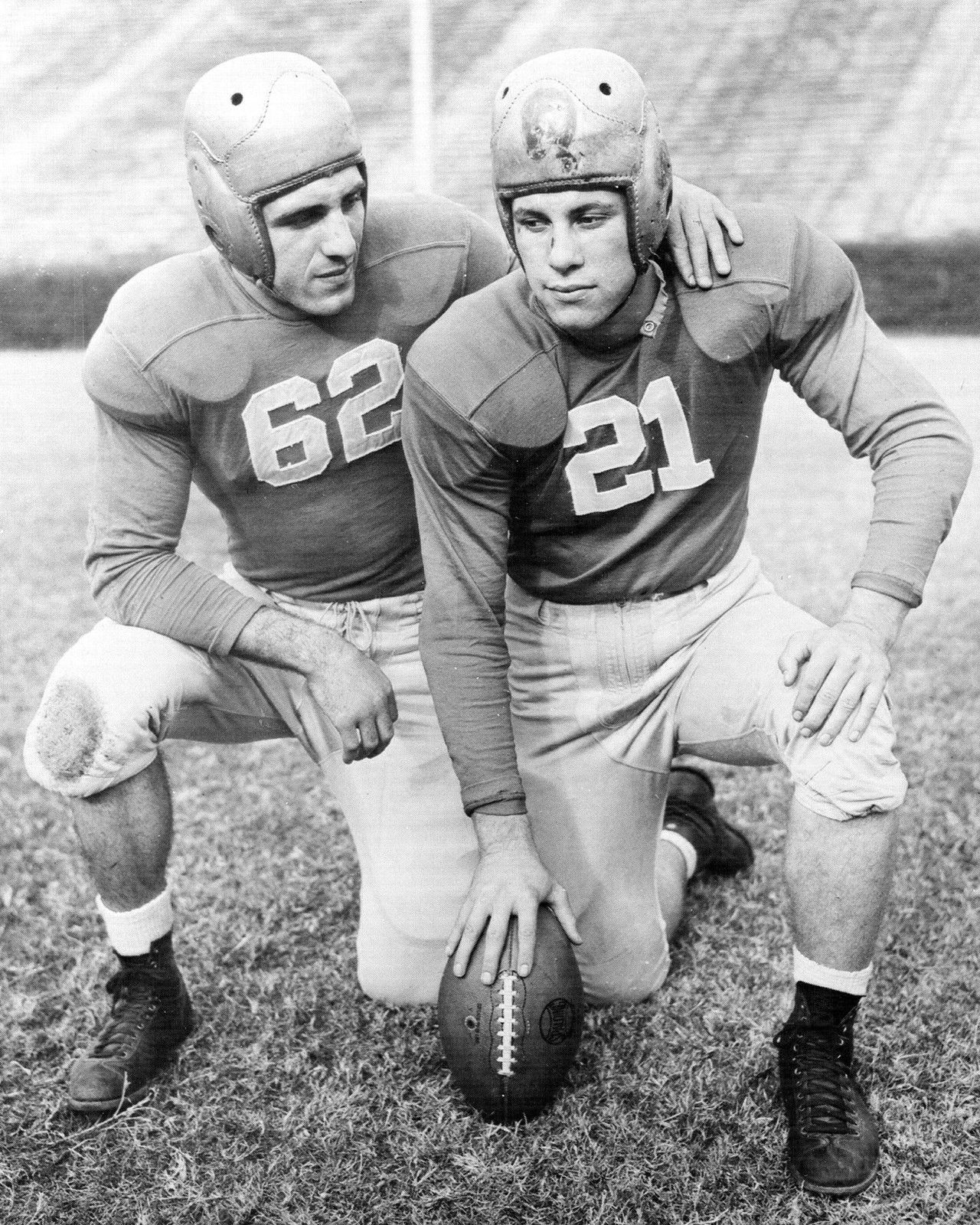
Charley Trippi et Frank Sinkwich en 1942, entraînés par Wally Butts (1939-1960).
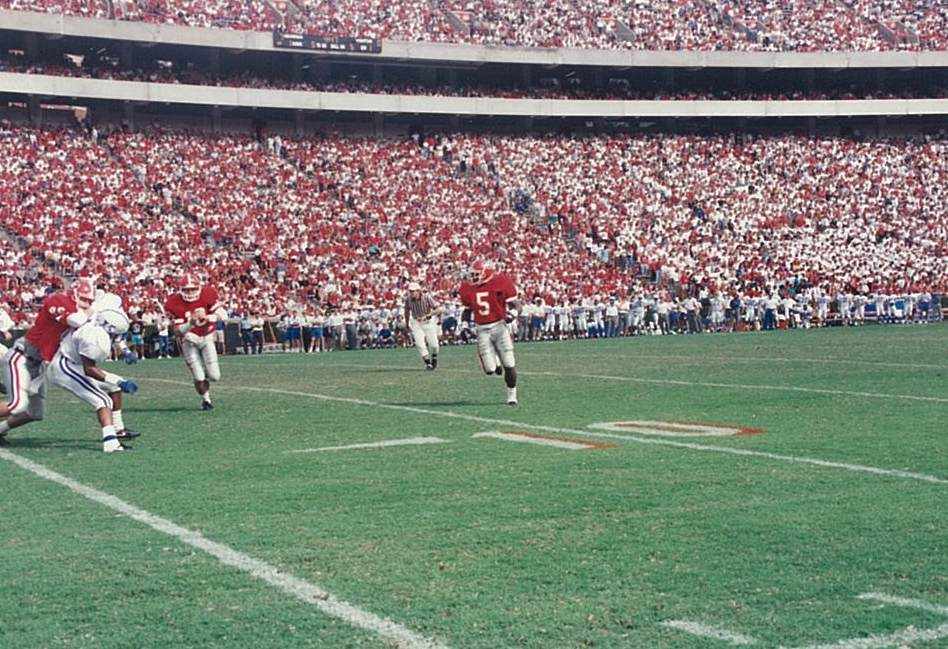
En 1991, le quarterback ric Zeier (#10) porteur du ballon avec Garrison Hearst (#5) contre les Wildcats du Kentucky .
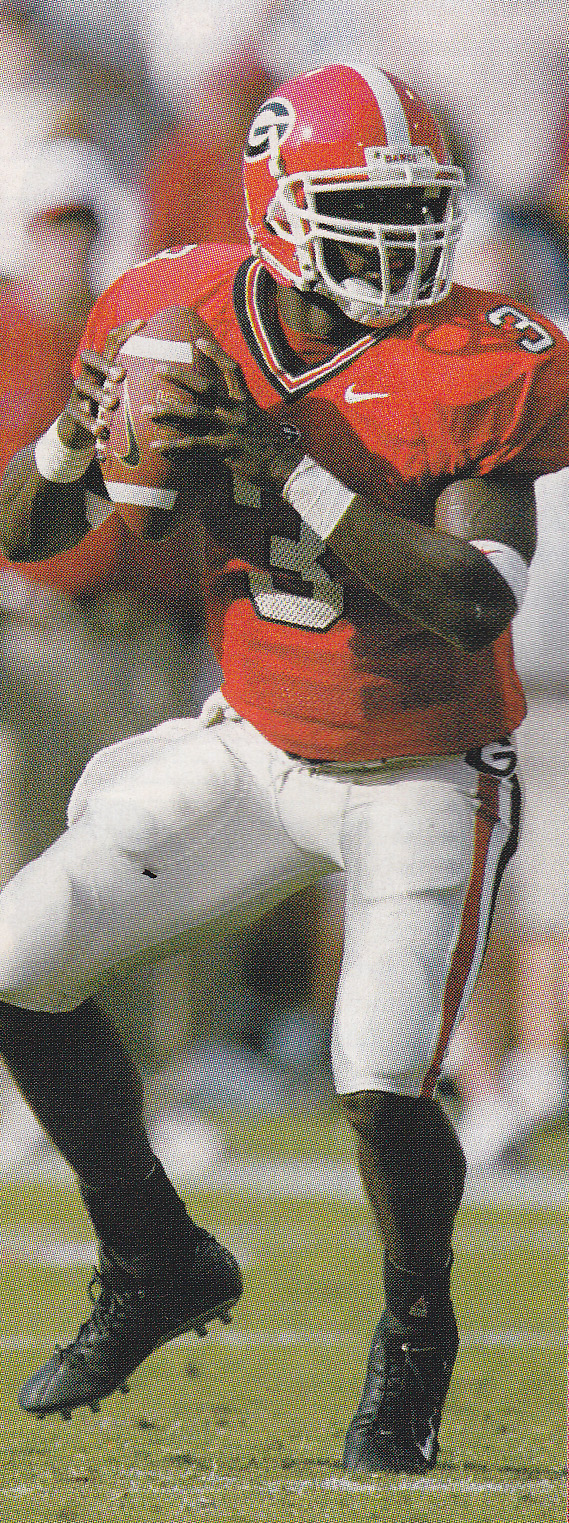
Le quarterback, D.J. Shockley en 2005.
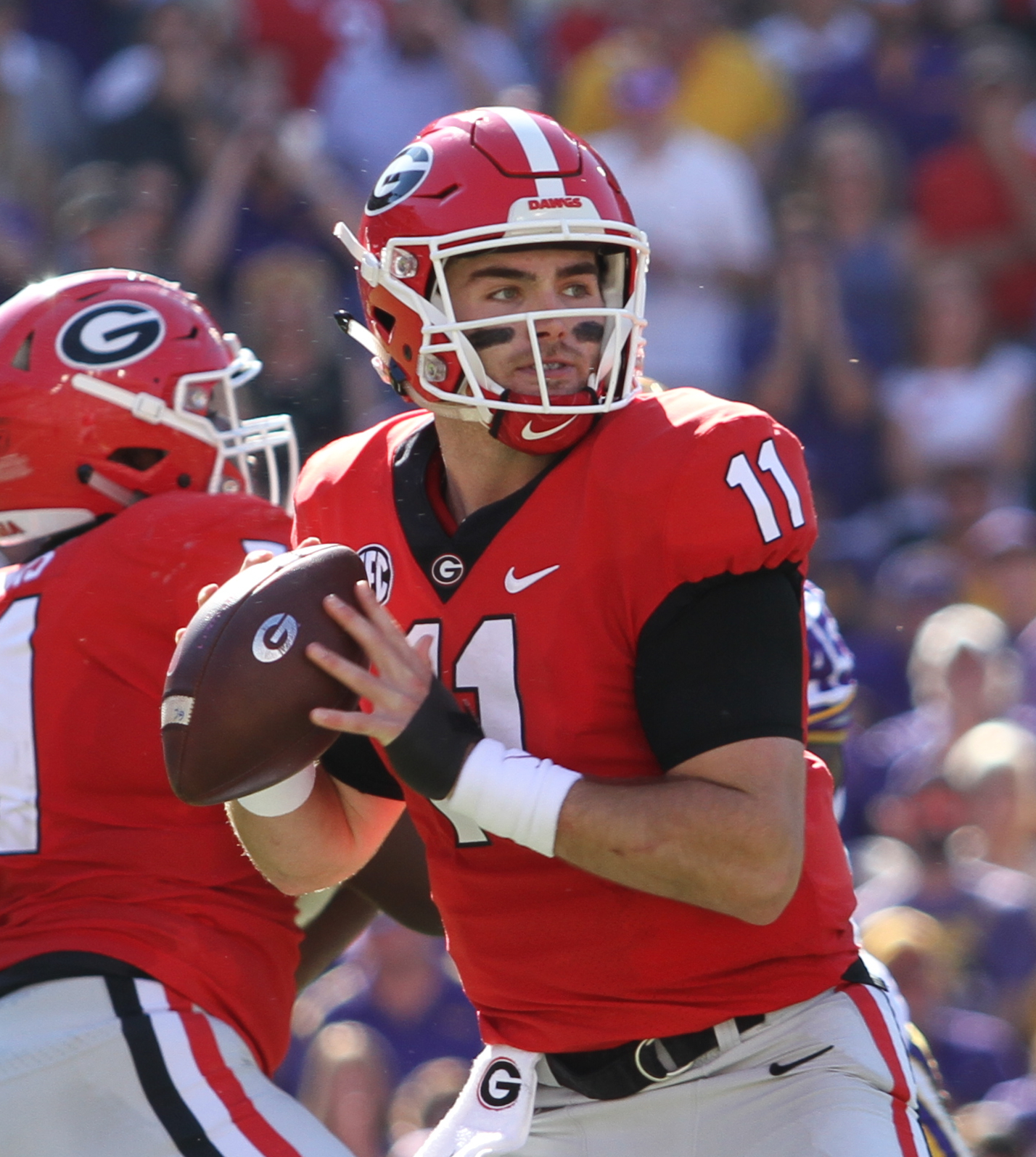
Le quarterback, Jake Fromm en 2018.